# Zooxantel·les
Les zooxantel·les (Zooxanthellae) són protozous flagel·lats que són endosimbionts intracel·lulars de diversos animals marins i protozous, especialment coralls dels grups antozous i escleractinis, i de l'anèmona tropical marina Aiptasia.
Les zooxantel·les viuen dins d'altres protozous (foraminífers i radiolaris) i en alguns invertebrats. La majoria són autòtrofs i proporcionen a l'hoste energia en la forma de compostos de carboni reduïts, com glucosa, glicerol, i aminoàcids, productes de la fotosíntesi. Les zooxantel·les poden proporcionar més del 90% dels requeriments energètics del corall. Al seu torn el coral proporciona protecció a les zooxantel·les, nutrients com nitrogen i fòsfor i un subministrament constant de diòxid de carboni necessari per a la fotosíntesi. Els nutrients disponibles, la llum incident i l'expulsió de les cèl·lules en excés limiten la seva població.
Els corals hermatípics (aquells corals que es troben als esculls de corall) depenen en gran manera de les zooxantel·les, cosa que limita el creixement del coral a la zona amb llum suficient (zona fòtica). La relació simbiòtica permet als corals reeixir en la construcció de l'escull dins aigües tropicals. Tanmateix sota un alt estrès mediambiental, els corals moren després de perdre les seves zooxantel·les ja sigui per expulsió o digestió.
Altres organismes que poden contenir zooxantel·les són les esponges, les meduses, els mol·luscs bivalves, "cucs" marins i alguns protists, entre d'altres.
Hi ha diferents espècies de zooxantel·les, adscrites a diferents grups d'algues, però predominen els dinoflagel·lats, en general inclosos al gènere Symbiodinium, que sembla monofilètic.

## Emblanquinament del coral

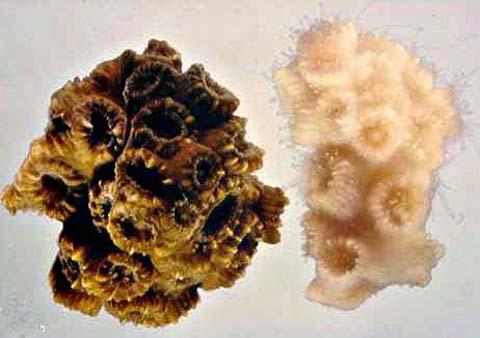
Coral normal (esquerra) i coral emblanquinat (dreta).

L'emblanquinament del coral (en anglès Coral bleaching) ocorre quan la densitat de zooxantel·les dins del teixit del coral passa a ser baixa o la concentració de pigments dins de cada zooxantel·la declina. La pèrdua de color també prové de la concentració reduïda del mateix cnidari. El resultat és que apareix un esquelet calcari blanc i el coral pot morir si les condicions no milloren perquè tornin les zooxantel·les.

## Història geològica
La relació simbiòtica entre escleractinis i zooxantel·les va evolucionar diverses vegades de forma independent a mitjans del Triàsic (cosa que va provocar que els corals del tipus tabulats i Rugosa s'extingissin). Tanmateix les proves genètiques suggereixen que Symbiodinium no es va començar a diversificar fins al principi i mitjà de l'Eocè, fa uns 50 milions d'anys.